# كأس النرويج 2001
كأس النرويج 2001 (بالنرويجية: Norgesmesterskapet i fotball for menn 2001)‏ هو موسم من كأس النرويج. أقيم خلال الفترة 8 مايو 2001 وحتى 4 نوفمبر 2001، وأشرف على تنظيمه اتحاد النرويج لكرة القدم، وكان عدد الأندية المشاركة فيه 32، وفاز فيه نادي فيكينغ.